# Свежова-Руска
Свежо́ва-Ру́ска (пол. Świerzowa Ruska, русин. Свіржова) — несуществующее сегодня село в Польше на территории гмины Кремпна Ясленского повета Подкарпатского воеводства. В настоящее время находится на территории Магурского национального парка.

## География
Свежова-Руска находится в долине реки Свежувка в подножии горы Магуры-Вонтковской в 5 км от административного центра гмины села Кремпна, 23 км от города Ясло и 68 км от Кракова.

## История
До акции «Висла» (1947 г.) в селе проживали лемки, некоторые из которых были переселены на Украину в район Львова и Тернополя, а другие — на западные территории послевоенной Польши.
В 1975—1998 года село входило в Кросненское воеводство.

## Источник
- Świerzowa/Słownik geograficzny Królestwa Polskiego i innych krajów słowiańskich, XI, 1890.